# Eubazus cruentatus
Eubazus cruentatus är en stekelart som först beskrevs av Henry J. Reinhard 1867.  Eubazus cruentatus ingår i släktet Eubazus och familjen bracksteklar. Inga underarter finns listade i Catalogue of Life.